# Том Юелл
Том Юелл (англ. Tom Ewell; уроджений Самуель Юелл Томпкінс, 29 квітня 1909, Оуенсборо — 12 вересня 1994, Лос-Анджелес) — американський актор, який знявся в декількох голлівудських фільмах, театральних постановках і телесеріалах.
Найвідомішою роллю Тома Юелла була роль у фільмі 1955 року «Сверблячка сьомого року» режисера Біллі Вайлдера, з Мерілін Монро у головній ролі. Він також брав участь в театральній версії, яка виходила на Бродвеї 750 разів перед випуском фільму, і за яку він отримав премію «Тоні» 1953 року за найкращу чоловічу роль.
Том Юелл дебютував у театрі в 1934 році, а в кіно — у 1940 році. У 1960—1961 роках у нього була своя програма «Том Юелл показує», яка виходила 32 рази. Його останньою роботою була невелика роль в серіалі «Вона написала вбивство» (серія 1986 року).

## Фільмографія
- 1955: Сверблячка сьомого року / The Seven Year Itch — Річард Шерман
- 1974: Великий Гетсбі / The Great Gatsby
- 1983: Легкі гроші / Easy Money — Скраппелтон